# 이즈미 류지
이즈미 류지(일본어: 和泉 竜司, 1993년 11월 6일 ~ )는 일본의 축구 선수이다. 현재 J1리그의 나고야 그램퍼스에서 뛰고 있다.

## 구단 경력
그는 2016년부터 J리그의 나고야 그램퍼스, 가시마 앤틀러스에서 뛰었다.